# Santuario di Nostra Signora del Santissimo Nome di Maria
Il santuario di Nostra Signora del Santissimo Nome di Maria - o più comunemente santuario della Cappelletta - è un luogo di culto cattolico situato nella frazione della Cappelletta, in via Cappelletta, nel comune di Masone nella città metropolitana di Genova.
Le principali festività si celebrano la domenica successiva all'8 settembre (festa del Santissimo Nome di Maria), il 2 luglio (festa della Visitazione) e la domenica successiva il 2 luglio nella festa in onore di santa Elisabetta.

## Storia

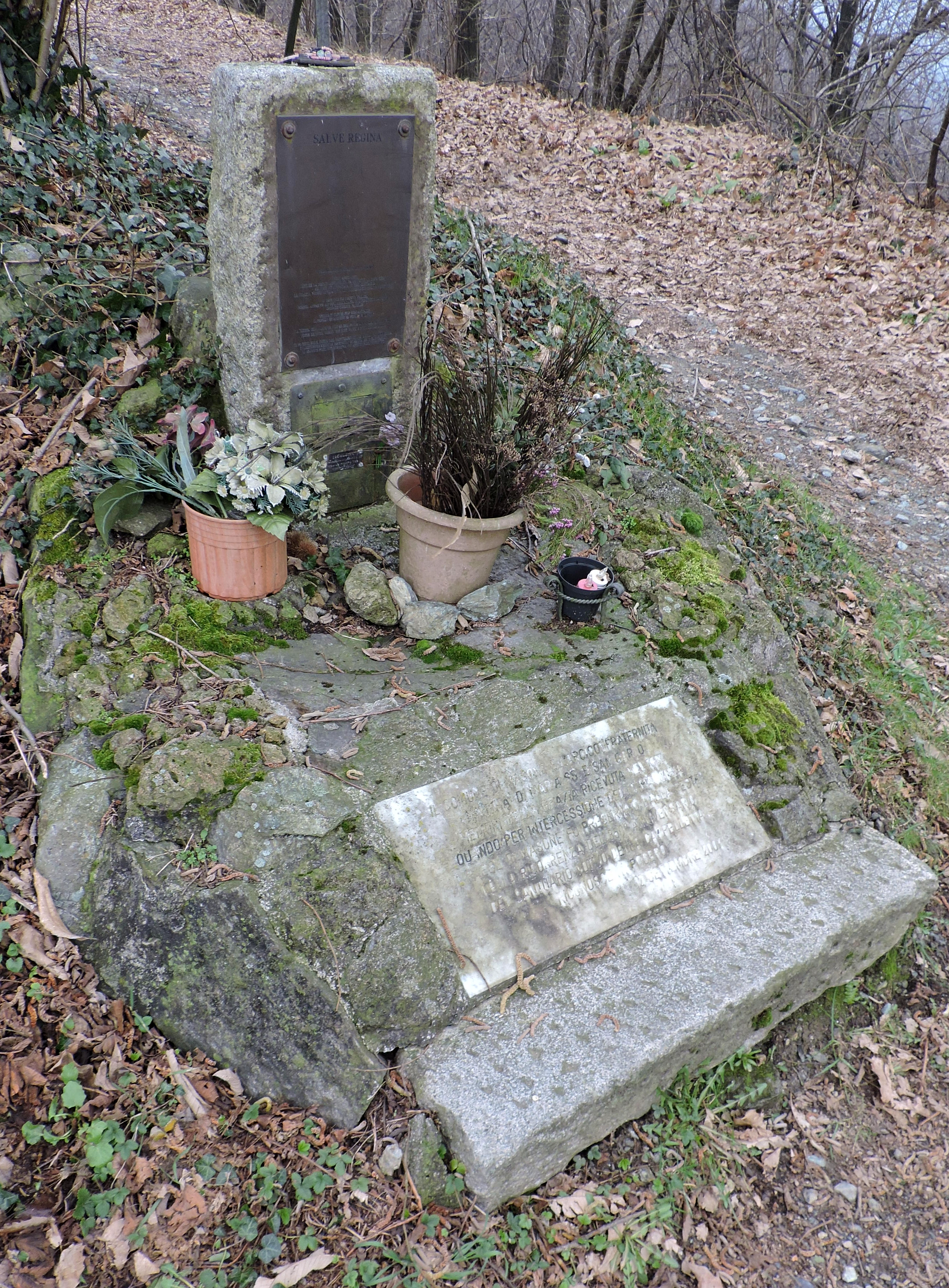
Il luogo dell'apparizione della Madonna poco a monte del santuario

La data della reale edificazione o i motivi che portarono a tale scelta sono ancora oggi sconosciute. Secondo una tramandata leggenda locale nei pressi dell'attuale santuario trovò scampo un certo Macciò che durante il viaggio tra Masone e Voltri fu assalito da alcuni briganti. La leggenda racconta che l'uomo riuscì a nascondersi tra i cespugli promettendo che, se si fosse salvato da ormai morte certa, avrebbe collocato sul posto un'immagine sacra.
In anni imprecisati sorse la primitiva Cappelletta, eretta dal popolo e dall'Arciconfraternita di Masone, allora dedicata a Maria Santissima dopo i fatti della battaglia di Lepanto (1571).
Nel 1622, il duca di Savoia Carlo Emanuele I, desideroso di ampliare i confini del proprio stato e di conquistare uno sbocco sul mare, si era accordato con i francesi per invadere e spartirsi il territorio della Repubblica di Genova, a quel tempo alleata con la Spagna.
Il primo tentativo fu attraverso la valle Stura, gli avamposti franco-savoiardi oltrepassarono Masone accampandosi oltre il valico verso Voltri, lungo la strada della Cannellona in località ancor oggi detta "piano dei francesi", poco oltre la Cappelletta. Le artiglierie pesanti trovarono difficoltà a superare le strade impervie già a Rossiglione, causando un cambio di strategia ed un ripiego dapprima verso Voltaggio e poi tentando di penetrare in val Polcevera attraverso il passo del Pertuso, dove furono fermati dagli abitanti di Montanesi capeggiati dal loro parroco. A seguito dei fatti, al valico del Pertuso fu eretto il santuario di Nostra Signora della Vittoria, titolo che ebbe anche la Cappelletta.
La prima citazione ufficiale del santuario risale in un documento del 1633, ma fu dopo la terribile pestilenza del 1656-1657 - che colpì numerosi borghi e villaggi della Liguria - che la popolazione si riavvicinò al primitivo edificio. Secondo i racconti dell'epoca Masone fu risparmiata dai gravosi danni della peste e per celebrare tale avvenimento - ritenuto dagli abitanti miracoloso - ogni anno il 2 luglio, festa della Visitazione di Maria Santissima a santa Elisabetta, la popolazione si reca in pellegrinaggio alla Cappelletta per sciogliere il voto di ringraziamento alla presenza del priore dell'Arciconfraternita e del parroco, l'uno in rappresentanza del popolo e l'altro in rappresentanza del clero.
La memoria orale, narra che nel luogo dell'apparizione, una donna proveniente da Voltri, vide Maria che le disse: "Fermati o donna più non andare, il popolo di Masone lo voglio salvare". La donna, malata di peste, portava con sé del pane, metà del quale si dice fosse infetto; all'udire le parole della Vergine tornò sui suoi passi evitando il contagio e poco oltre morì.
Nel 1673 la festa del Santissimo Nome di Maria, dapprima riservata alla sola Spagna, fu estesa a tutto il dominio della Repubblica di Genova e il Senato decretò che si festeggiasse in ogni santuario del suo territorio. Da allora la Cappelletta assunse tale titolo. Nel 1685 papa Innocenzo XI fissò la data della festa nella domenica dopo la Natività di Maria. 
In seguito, venne istituita anche la festa nella domenica successiva al 2 luglio, quale ringraziamento per la cessazione del colera del 1854.
Papa Benedetto XV, che da giovane sacerdote qui celebrò, concesse l'indulgenza perpetua a chi, nelle adeguate condizioni visita il santuario nella domenica successiva al 2 luglio e nella festa del Santissimo Nome di Maria
Nei secoli furono diversi i titoli assunti dal santuario, tra cui Nostra Signora del Rosario, Santa Maria della Vittoria e Santissimo Nome di Maria che prevalse sugli altri.
Il santuario e la piccola frazione omonima (Cappelletta di Masone) distano circa 2 km, di stretta strada comunale, dal "Paese Vecchio" e sono posti a 642 m s.l.m. su un ampio dorso collinare che digrada dal crinale principale dell'Appennino ligure. La Cappelletta di Masone è attraversata dallo storico percorso ("Via del sale") che collegava Voltri all'Ovadese, attraverso il Colle del Giovo (676 m s.l.m.), oggi più noto come "Giovo di Masone".

## Struttura
Il santuario fu costruito ed ampliato a più riprese sotto l'egida dell'Arciconfraternita Natività di Maria Santissima e San Carlo di Masone, la quale, fino alle soppressioni ed espropri napoleonici, ne mantenne la proprietà.
L'attuale struttura è frutto dell'ampliamento nel 1772, voluto tra gli altri dal feudatario di Masone, della navata centrale mentre altri ampliamenti (le due navate laterali, la canonica, il campanile e il porticato) si attueranno negli anni successivi.
Tra le opere conservate vi è una statua in marmo raffigurante la Madonna col Bambino posta nella chiesa nel 1773. Nel 1957, in occasione del terzo centenario della liberazione dalla peste, la statua mariana viene solennemente portata in processione ed incoronata dall'arcivescovo di Genova il 23 giugno.
Parte delle tarsie marmoree furono realizzate nel XX secolo da Giuseppe Vallarino dopo l'apprendimento della tecnica a mosaico in Marocco.